# Lophozia longiflora
Lophozia longiflora là một loài rêu tản trong họ Jungermanniaceae. Loài này được (Nees) Schiffner miêu tả khoa học lần đầu tiên năm 1903.